# Valle de la Pascua
Valle de la Pascua is een stad in ongeveer het midden van Venezuela. De stad ligt op een hoogte van 125 meter en maakt deel uit van de Venezolaanse deelstaat Guárico. De stad telde zo'n 86.000 inwoners in 2001, 102.600 in 2009 en 122.000 in 2013.
De stad is de zetel van het rooms-katholieke bisdom Valle de la Pascua.